# 张攀
張攀，五胡十六国時代后燕人物。
張攀在後燕驃騎大将軍慕容農属下担任長史。
385年三月，慕容農至高邑，派遣从事中郎眭邃到附近外出，到日期未还。張攀進言：「眭邃目下为参佐，胆敢欺骗蒙蔽，逾期不归，请求回军讨伐他。」慕容農没有答应，假燕王勅令任命眭邃为高陽郡太守，僚属部下凡是赵地以北的人，都派他们回去暂代官职。选补了太守三人，长史二十多人。慕容農指出張攀進言不利于团结。
以後張攀的事績史書没有記载。